# Джессі Лінгард
Дже́ссі Лі́нгард (англ. Jesse Lingard, нар. 15 грудня 1992, Воррінгтон, Англія) — англійський футболіст, атакувальний півзахисник південнокорейського клубу «Сеул».

## Клубна кар'єра

### Ранні роки
Розпочав займатись футболом у команді «Пенкет Юнайтед», з якої 2000 року перейшов в академію «Манчестер Юнайтед», з якою пройшов усі вікові категорії. У сезоні 2010/11 у складі молодіжної команди він виграв Молодіжний кубок Англії, а влітку 2011 року підписав професійний контракт з клубом.

### Початок кар'єри
6 листопада 2012 року Лінгард і його одноклубник Майкл Кін перейшли в клуб «Лестер Сіті» на правах оренди. Лінгард дебютував за «Лестер» того ж дня, 6 листопада, вийшовши на заміну в матчі проти «Болтон Вондерерз».

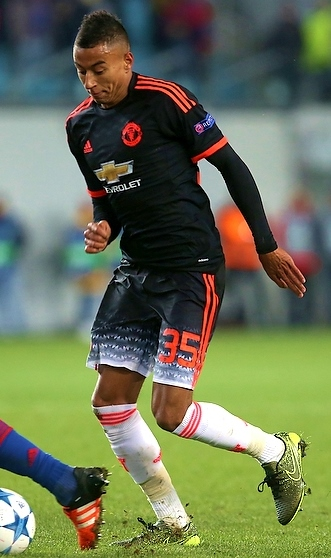
Джессі Лінгард під час виступів за «Манчестер Юнайтед». 21 жовтня 2015

Влітку 2013 року Лінгард був включений до заявки команди на передсезонне турне «Манчестер Юнайтед». 20 липня Джессі забив два голи в матчі проти збірної всіх зірок Австралії. 23 липня він знову забив гол у грі проти «Йокогама Ф. Марінос», а 29 липня — у ворота клубу «Кітчі». В підсумку Лінгард став кращим бомбардиром команди в азійському турне з 4 голами, проте в офіційних матчах за команду так і не дебютував.
19 вересня 2013 року Лінгард відправився в оренду в клуб Чемпіоншипу «Бірмінгем Сіті». 21 вересня дебютував у складі «Бірмінгема», вийшовши у стартовому складі на матч проти «Шеффілд Венсдей». В цьому матчі він відкрив рахунок на 20-й хвилині, а потім забив ще три голи (на 29-й, 33-й і 51-й хвилинах), оформивши «покер». Матч завершився перемогою «Бірмінгем Сіті» з рахунком 4:1. У січні 2014 року Лінгард повернувся в «Манчестер Юнайтед», зігравши за «Бірмінгем Сіті» 13 матчів і забивши 6 голів.
Знову не зігравши жодного матчу за «манкуніанців», 27 лютого 2014 року Лінгард перейшов на правах оренди в клуб Чемпіоншипу «Брайтон енд Гоув Альбіон». 8 квітня забив свій перший гол за клуб в матчі проти «Лестер Сіті». Всього до кінця сезону зіграв за «Брайтон» 17 матчів і забив 4 голи.

### «Манчестер Юнайтед»
Дебютував за «Манчестер Юнайтед» в офіційній грі 16 серпня 2014 року, вийшовши у стартовому складі в матчі першого туру Прем'єр-ліги проти «Суонсі Сіті», однак вже на 24-й хвилині отримав травму і був замінений на Аднана Янузая.
Відновившись після травми, 2 лютого 2015 року Лінгард відправився в оренду в клуб «Дербі Каунті» з Чемпіоншипу. Провів до кінця сезону за клуб 15 матчів і забив 2 голи.
З сезону 2015/16 став стабільно залучатись до матчів Юнайтед. 7 листопада 2015 року забив свій перший гол за «Манчестер» в чемпіонаті в матчі 12-го туру проти «Вест-Бромвіч Альбіон». За підсумками того сезону зіграв у 25 матчах чемпіонату і забив 4 голи. Також зіграв у 7 матчах національного кубка і забив два голи, в тому числі й вирішальний гол в додатковий час у фінальному матчі, який приніс «червоним дияволам» трофей.
В першому ж матчі сезону 2016/17 у грі на Суперкубок Англії Лінгард знову забив гол і допоміг команді виграти ще один трофей.

## Виступи за збірні
2008 року дебютував у складі юнацької збірної Англії, взяв участь у 3 матчах на юнацькому рівні.
Протягом 2013—2015 років залучався до складу молодіжної збірної Англії, у складі якої був учасником молодіжного чемпіонату Європи 2015 року, на якому Джессі забив гол, принісши своїй команді перемогу над майбутніми тріумфаторами турніру шведами (1:0). Проте в підсумку Англія зайняла останнє місце в групі й не вийшла в плей-оф. Всього на молодіжному рівні зіграв у 11 офіційних матчах, забив 2 голи.

## Статистика виступів

### Статистика клубних виступів
| Сезон                         | Команда                       | Чемпіонат                     | Чемпіонат | Чемпіонат | Національний кубок | Національний кубок | Національний кубок | Континентальні кубки | Континентальні кубки | Континентальні кубки | Інші змагання | Інші змагання | Інші змагання | Усього | Усього |
| Сезон                         | Команда                       | Ліга                          | Ігор      | Голів     | Ліга               | Ігор               | Голів              | Ліга                 | Ігор                 | Голів                | Ліга          | Ігор          | Голів         | Ігор   | Голів  |
| ----------------------------- | ----------------------------- | ----------------------------- | --------- | --------- | ------------------ | ------------------ | ------------------ | -------------------- | -------------------- | -------------------- | ------------- | ------------- | ------------- | ------ | ------ |
| 2012–13                       | «Лестер Сіті»                 | Ч (ІІ)                        | 5         | 0         | КА+КЛ              | 0+0                | 0                  | -                    | -                    | -                    | -             | -             | -             | 5      | 0      |
| 2013–14                       | «Бірмінгем Сіті»              | Ч (ІІ)                        | 13        | 6         | КА+КЛ              | 0+0                | 0                  | -                    | -                    | -                    | -             | -             | -             | 13     | 6      |
| 2013–14                       | «Брайтон енд Гоув»            | Ч (ІІ)                        | 15+2      | 3+1       | КА+КЛ              | 0+0                | 0                  | -                    | -                    | -                    | -             | -             | -             | 17     | 4      |
| 2014–15                       | «Манчестер Юнайтед»           | ПЛ                            | 1         | 0         | КА+КЛ              | 0+0                | 0                  | -                    | -                    | -                    | -             | -             | -             | 1      | 0      |
| 2014–15                       | «Дербі Каунті»                | Ч (ІІ)                        | 14        | 2         | КА+КЛ              | 1+0                | 0                  | -                    | -                    | -                    | -             | -             | -             | 15     | 2      |
| 2015–16                       | «Манчестер Юнайтед»           | ПЛ                            | 25        | 4         | КА+КЛ              | 7+1                | 2+0                | ЛЧ+ЛЄ                | 4+3                  | 0                    | -             | -             | -             | 40     | 6      |
| 2016–17                       | «Манчестер Юнайтед»           | ПЛ                            | 0         | 0         | КА+КЛ              | 0+0                | 0                  | ЛЄ                   | 0                    | 0                    | СА            | 1             | 1             | 1      | 1      |
| Усього за «Манчестер Юнайтед» | Усього за «Манчестер Юнайтед» | Усього за «Манчестер Юнайтед» | 26        | 4         |                    | 8                  | 2                  |                      | 7                    | 0                    |               | 1             | 1             | 42     | 7      |
| Усього за кар'єру             | Усього за кар'єру             | Усього за кар'єру             | 73+2      | 15+1      |                    | 9                  | 2                  |                      | 7                    | 0                    |               | 1             | 1             | 92     | 19     |

## Досягнення
- Володар Молодіжного кубка Англії: 2010/11
- Володар Кубка Англії: 2015/16
- Володар Суперкубка Англії: 2016
- Володар Кубка Футбольної ліги : 2016/17
- Переможець Ліги Європи УЄФА: 2016–17